# Conus paraguana
Conus paraguana é uma espécie de gastrópode do gênero Conus, pertencente à família Conidae.